# برا (اسپانیا)
برا (اسپانیایی: Vera‎) دهستانی در استان آلمریای اسپانیا است.
در این دهستان ۷٬۹۷۰ نفر زندگی می‌کنند. مساحت این دهستان ۵۸ کیلومتر مربع است.